# Reddit
A Reddit egy közösségi weboldal, amelyen a felhasználók megoszthatják híreiket, képeiket és cikkeiket az ún. "subredditeken" (alredditeken). Kizárólag a regisztrált felhasználók adhatnak hozzá tartalmat, illetve értékelhetik a már meglévőket upvote-ok és downvote-ok (a "fel" és "le" nyilak) segítségével. Több nyelven, köztük magyarul is elérhető.

## Története
A Redditet Steve Huffman és Alexis Ohanian alapította 2006 októberében.
Eredetileg a Common Lisp programozási nyelven írták, majd ezt Python-ra átírták (a további rugalmas fejlesztési lehetőségek érdekében).
- 2009 óta Pylons-t használ webfejlesztési keretrendszerként.
- 2009 november 10.-én leállították a szervereiket, és az Amazon Web Services részévé váltak.
- 2009 eleje óta a jQuery technológiát használja.
- 2010 június 7.-én megújították a mobiltelefonokon elérhető változatot.
- 2012 július 12.-től az Amazon CloudSearch technológiát használja.

## A név eredete
A "reddit" szó egy szójáték az angol "read" (olvas) és "edit" (szerkeszt) szavakból, valamint a "read it" (elolvassa/elolvasta) kifejezésből származik.

## Az alredditek
A Reddit kisebb aloldalakból, úgynevezett „alredditekből” áll, amelyeket bárki létrehozhat és amit az alapító és az általa felvett moderátor moderálhat.
Logója mellett Snoo, az űrlénykabalájuk látható.
Az alredditekre ötféle típusú bejegyzés küldhető: link, kép, videó, szavazás vagy szöveges üzenet. A regisztrált felhasználók hozzászólhatnak ezekhez a bejegyzésekhez, illetve értékelhetik azt. Az alredditek moderátorai eltávolíthatják vagy lezárhatják a bejegyzéseket, ha azt szükségesnek találják. A felhasználó beállításaitól függően automatikusan eltűnnek azok a hozzászólások, amelyek sok negatív szavazatot vagy NSFW (nyilvánosságban nem ajánlott) megjelölést kaptak.
Az alredditek moderátorai CSS segítségével teljesen testre szabhatják a „csoportjukat”.

## Felhasználói
A Redditre való regisztráláshoz egy felhasználónév és egy kívánt jelszó megadása szükséges. E-mail cím megadása nem kötelező, de lehetőség van rá. A felhasználók ún. „link karma” és „comment karma” pontokkal rendelkeznek, mely az általuk beküldött linkekre és hozzászólásokra kapott pozitív és negatív értékelések alapján számolódik ki. A „link karma” értéke minden alredditen megjelenik a felhasználó neve mellett a jobb felső sarokban. A regisztráltak profiljában mindenki megtekintheti a saját maga pontszámának lebontását alredditenként.
Lehetőség van a tartalmak elmentésére is, ekkor a felhasználó profiljába kerül a megjelölt link/bejegyzés, hogy a továbbiakban könnyen elérhesse azt.
A felhasználók „barátokat” jelölhetnek meg, mely jelölés egy listára helyezi a neveket, könnyű elérést biztosítva az üzenetküldési linkeknek és a baráti profiloknak.

## Vállalati ügyek
A Reddit egy magántulajdonban lévő, San Francisco-i székhelyű vállalat. Egy középosztálybeli negyedben van irodája. A Reddit létszáma 2017-ben megduplázódott; 2018-ban körülbelül 350 embert foglalkoztatott. 2017-ben a vállalatot 18 milliárd dollárra értékelték egy 200 millió dolláros új kockázati tőkefinanszírozási körben. A vállalat korábban a Condé Nast tulajdonában volt, de független cégként kivált. 2018 áprilisától az Advance Publications, a Condé Nast anyavállalata megtartotta a Redditben való többségi részesedését.
2022-ben a Reddit 1586 millió dolláros nettó veszteséget és 108,4 millió dolláros negatív korrigált EBITDA-t termelt. 2023-ban ezek a számok 908 millió dolláros nettó veszteségre és 69,3 millió dolláros negatív korrigált EBITDA-ra javulnak. A vállalat szabad cash flow-ja ugyanebben az időszakban -1003 millió dollárról -84,8 millió dollárra nőtt. 

## Ellentmondások
Általában egy webhely az alreddit moderátorainak mérlegelési jogkört ad, hogy eldöntsék, milyen tartalom engedélyezett és milyen nem engedélyezett az alredditjeikben, feltéve, hogy a rendszer szintű webhelyszabályok nem sérülnek. Ez a viszonylagos szabadság lehetővé tette a legkülönfélébb szubredditek létezését, és néhányuk ellentmondásos volt.
Számos alreddit alapértelmezés szerint szigorúan moderált, a "tudomány" alreddit tiltja a klímaváltozás tagadását, a "hírek" alreddit pedig a véleménycikkeket és rovatokat. A Reddit többször is megváltoztatta az egész oldalra kiterjedő szerkesztési szabályzatát, néha vitákra reagálva.

## Fordítás
- Ez a szócikk részben vagy egészben  a   Reddit című angol Wikipédia-szócikk fordításán alapul.  Az eredeti cikk szerkesztőit annak laptörténete sorolja fel. Ez a jelzés csupán a megfogalmazás eredetét és a szerzői jogokat jelzi, nem szolgál a cikkben szereplő információk forrásmegjelöléseként.